# 駱惟儼
駱惟儼（16世紀—16世紀），字若思，號磐山，福建泉州府惠安縣埕邊人，明朝政治人物。

## 生平
駱惟儼是儒者駱綸之子，嘉靖十九年（1540年）中舉人，晚年才銓授鬱林知州，在當地革除例金、訓練土兵，又建造新學舍教育士子，因被上級厭惡調為桂林通判，負責征古田的兵食，並策畫製造鹽船通商，便利地方。辭官回鄉後他專注於詩社，大學士呂調陽曾對別人說：「我郡只有駱磐山一人不會染指民間一錢。」

## 引用
1. 1 2  雍正《惠安縣志·卷二十四·循良》：駱惟儼，字若思，號磐山，埕邊人，父綸為邑宿儒，課之詩賦立就，嘉靖庚子舉人，晚授鬱林知州，革例金、練土兵，加意學校，不為上官所喜，改鎮寧府通判桂林，會征古田辦兵食、畫策造鹽船通商，至今為廣右利，解綬歸陶情詩社，呂閣老調陽嘗語人曰：「吾郡有司不染民間一錢者，惟駱磐山一人。」
2. ↑  光緒《鬱林州志·卷十四·宦績錄》：駱惟儼，惠安舉人，嘉靖間知鬱林州，築陂捍城，新學舍造士類，民久而思之。 《通志》